# Шаншере (микрорегион)

Шаншере на карте.

Шаншере (порт. Microrregião de Xanxerê) — микрорегион в Бразилии, входит в штат Санта-Катарина. Составная часть мезорегиона Запад штата Санта-Катарина. 
Население составляет 	152 465	 человек (на 2010 год). Площадь — 	4 807,476	 км². Плотность населения — 	31,71	 чел./км².

## Демография
Согласно сведениям, собранным в ходе переписи 2010 г. Национальным институтом географии и статистики (IBGE), население микрорегиона составляет:						
| Полное население                             | Полное население                             | Полное население                             | Полное население                             | 152 465 |
| -------------------------------------------- | -------------------------------------------- | -------------------------------------------- | -------------------------------------------- | ------- |
| в том числе:                                 | Городское население                          | 104 253                                      | Процент городского населения, %              | 68,38   |
|                                              | Сельское население                           | 48 212                                       | Процент сельского населения, %               | 31,62   |
|                                              | Мужское население                            | 76 082                                       | Процент мужского населения, %                | 49,90   |
|                                              | Женское население                            | 76 383                                       | Процент женского населения, %                | 50,10   |
| Плотность населения, чел/км²                 | Плотность населения, чел/км²                 | Плотность населения, чел/км²                 | Плотность населения, чел/км²                 | 31,71   |
| Население микрорегиона в % к населению штата | Население микрорегиона в % к населению штата | Население микрорегиона в % к населению штата | Население микрорегиона в % к населению штата | 2,44    |

## Статистика
- Валовой внутренний продукт на 2003 составляет 1 600 794 045,00 реалов (данные: Бразильский институт географии и статистики).
- Валовой внутренний продукт на душу населения на 2003 составляет 10 854,59 реалов (данные: Бразильский институт географии и статистики).
- Индекс развития человеческого потенциала на 2000 составляет 0,791 (данные: Программа развития ООН).

## Состав микрорегиона
В составе микрорегиона включены следующие муниципалитеты:
1. Абеларду-Лус
2. Бон-Жезус
3. Коронел-Мартинс
4. Энтри-Риус
5. Фашинал-дус-Гедис
6. Галван
7. Ипуасу
8. Жупия
9. Лажеаду-Гранди
10. Марема
11. Ору-Верди
12. Пасус-Мая
13. Понти-Серрада
14. Сан-Домингус
15. Варжеан
16. Шаншере
17. Шашин